# Commander: Europe at War
Commander: Europe at War (abrégé CEaW) est un jeu vidéo de stratégie au tour par tour sur la Seconde Guerre mondiale, sorti en 2006. Le jeu est co-développé par Slitherine Software et Firepower Entertainment, et édité par Matrix Games. Il permet aux joueurs de jouer dans le camp de l'Axe ou des Alliés. Le jeu propose six scénarios, ainsi que cinquante inventions issues de cinq branches technologiques et douze classes d'unités différentes.

## Accueil
- Jeuxvideo.com : 14/20[2]